# Merlin Atmos - Live Performances 2013
Merlin Atmos - Live Performances 2013 è un doppio album live dei Van der Graaf Generator pubblicato nel febbraio 2015.

## Tracce

### CD1
1. Flight -21:29
2. Lifetime -5:11
3. All That Before -7:46
4. Bunsho -05:48
5. A Plague of Lighthouse-keepers -24:05
6. Gog -6:39

### CD2
1. Interference Patterns -4:28
2. Over the Hill -12:36
3. Your Time Starts Now -4:14
4. Scorched Earth -10:14
5. Meurglys III, the Songwriter's Guid -15:24
6. Man-Erg -11:40
7. Childlike Faith in Childhoods's End -12:37

## Formazione
- Peter Hammill - voce, chitarra, pianoforte
- Guy Evans - batteria
- Hugh Banton - pianoforte, tastiere